# آرتور شاو
آرتور شاو (انگلیسی: Arthur Shaw; ۹ آوریل ۱۹۲۴ – ۲ نوامبر ۲۰۱۵) بازیکن فوتبال اهل بریتانیا بود.
از باشگاه‌هایی که در آن بازی کرده‌است می‌توان به باشگاه فوتبال آرسنال، باشگاه فوتبال برنتفورد، باشگاه فوتبال ساوتال، و باشگاه فوتبال واتفورد اشاره کرد.